# Dinopsyllus smiti
Dinopsyllus smiti är en loppart som beskrevs av Ribeiro 1975. Dinopsyllus smiti ingår i släktet Dinopsyllus och familjen mullvadsloppor. Inga underarter finns listade i Catalogue of Life.